# چوماک (شرکت)
چوماک (به اوکراینی: Чумак) یک شرکت فرآوری مواد غذایی سوئدی-اوکراینی است که در کاخوفکا، استان خرسون واقع شده‌ است. امروزه یکی از بزرگترین شرکت‌های فرآوری مواد غذایی اوکراین است و دارای دفاتر تجاری در کی‌یف، مینسک و مسکو است. از جمله محصولات آن می‌توان به سس کچاپ، سس مایونز، پاستا، سس سالاد، سس پخت و پز، سبزیجات کنسرو شده، سبزیجات ترشی، آب گوجه‌ فرنگی و روغن آفتابگردان اشاره کرد. چوماک بزرگترین شرکت فرآوری گوجه فرنگی در اروپای مرکزی و شرقی است. این شرکت در حال حاضر (۲۰۱۰ میلادی) حدود ۱۲۰۰ کارمند دارد و درآمدی در حدود ۴۸ میلیون یورو دارد.
این شرکت در سال ۱۹۹۶، ابتدا با نام شرکت ساوت فود، توسط دو کارآفرین جوان سوئدی، یوهان بودن و برادرزادۀ او کارل استورن، تأسیس شد. آن‌ها به زودی از هانس راوسینگ از شرکت تتراپک کمک مالی دریافت کردند که ۶۶٫۷٪ از شرکت چوماک را به چنگ آورد. دومین نفر سهم خود از شرکت را در اوایل سال ۲۰۰۸ میلادی به شرکت سرمایه‌گذاری سوئدی ایست کپیتال (۲۲٫۲٪) و بانک سرمایه‌گذاری اوکراینی دراگون (۴۴٫۵٪) فروخت.

## پیوندهای بیرونی
- صفحۀ رسمی شرکت چوماک

- مشارکت‌کنندگان ویکی‌پدیا. «Chumak (company)». در دانشنامهٔ ویکی‌پدیای انگلیسی، بازبینی‌شده در ۲۴ ژوئن ۲۰۲۱.